# 格朗德特尔岛 (凯尔盖朗群岛)

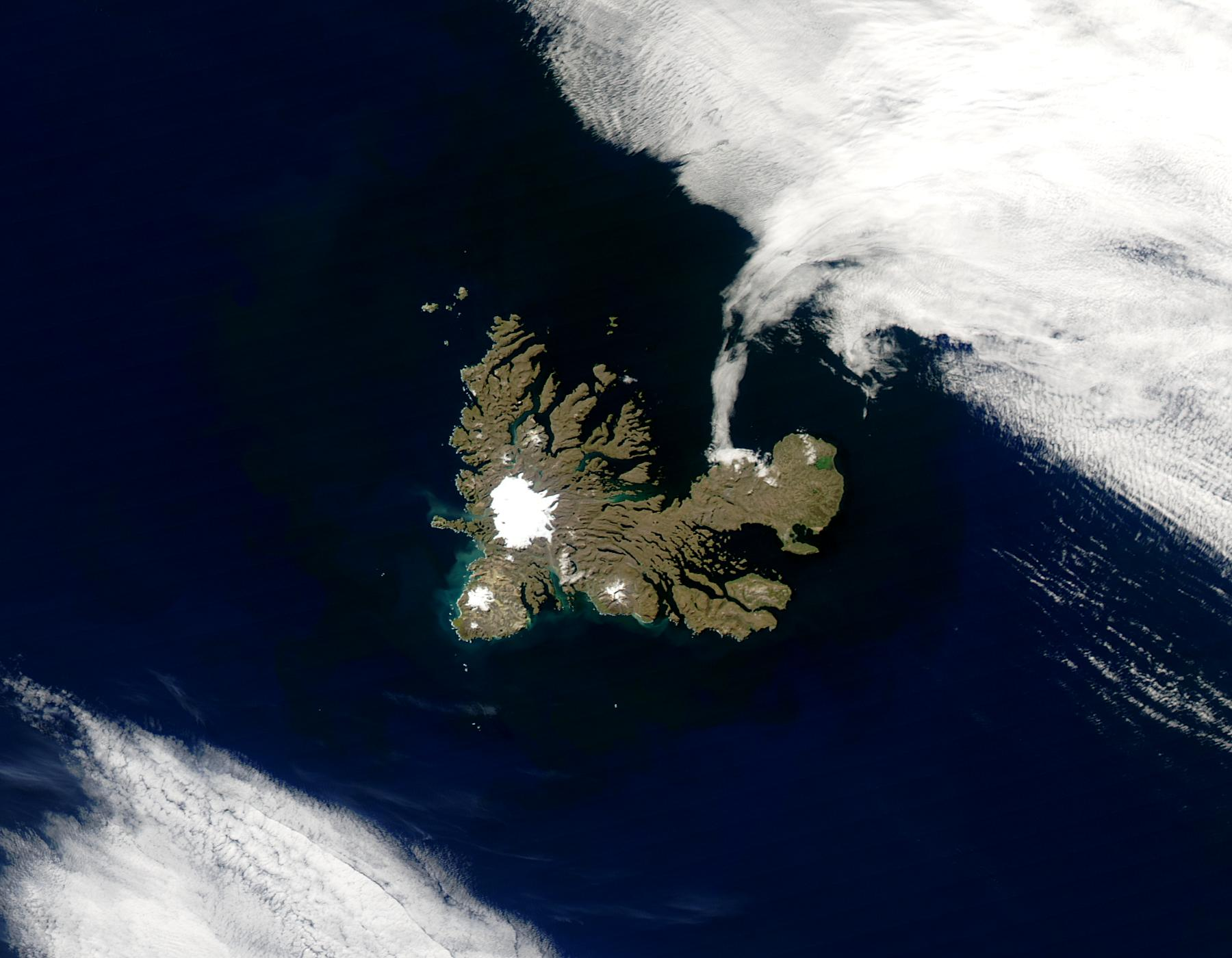

格朗德特尔岛（法語：Grande Terre，法語發音：[ɡʁɑ̃d tɛʁ]，意为“大土地”）是南極洲的島嶼，屬於凱爾蓋朗群島的一部分，長150公里、寬120公里，面積6,675平方公里，最高點海拔高度1,850米，由法屬南部領地負責管轄。